# Tomasa Orsini
Tomasa Orsini (en griego: Θωμαΐς Ορσίνι; c. 1330 - ¿?) fue la reina consorte del zar serbio y gobernante de Epiro y Tesalia, Simeón Uroš Nemanjić.

## Primeros años
Nacida como Tomasa Comneno Ángelo a principios de la década de 1330, perdió a su padre, Juan II Orsini, en 1335, cuando fue envenenado, supuestamente por su esposa, Ana Paleólogo, descendiente de la dinastía gobernante Paleólogo del Imperio bizantino. Después de la muerte de Juan II, su esposa Ana se convirtió en regente del Despotado de Epiro en nombre del hermano de Tomasa, Nicéforo II.
Pronto, sin embargo, en 1338, los Orsini fueron desalojados de Epiro por el emperador bizantino Andrónico III Paleólogo, quien anexó el territorio al Imperio bizantino. Sin embargo, durante la destructiva guerra civil bizantina que siguió a la muerte de Andrónico III en 1341, la mayoría de los territorios bizantinos restantes, incluidos Epiro y Tesalia, cayeron en manos del gobernante serbio Esteban IV Dušan, quien en 1346 fundó el Imperio serbio. En 1348, Dušan nombró a su medio hermano menor, Simeón Uroš Paleólogo, como gobernador de Acarnania y la parte sur de Epiro.

## Matrimonio con Simeón Uroš
Para consolidar su posición con la población local, Simeón decidió casarse con Tomasa, descendiente de la antigua línea gobernante epirota. Juntos tuvieron tres hijos: Juan Uroš, que sucedió como gobernante de Tesalia, Esteban Uroš, gobernador de Farsalo, y María, que se casó con Tomás Preljubović, quien también gobernó Epiro.
Mientras tanto, el depuesto hermano de Tomasa, Nicéforo, vivía en Constantinopla, donde había apoyado a Juan VI Cantacuceno en la guerra civil contra Juan V Paleólogo. Con el título de panhipersebasto, luego déspota, Nicéforo se casó en el verano de 1342 con la hija de Cantacuceno, María, y fue nombrado gobernador de Eno y el Helesponto entre 1351 y 1355.
En 1355, Simeón se rebeló contra Esteban Dušan, pero en diciembre del mismo año, Dušan murió, dejando a Simeón como un contendiente creíble por el trono vacante del Imperio serbio, basado en la tradición eslava de hermanos que sucedían antes que hijos. Sin embargo, Dušan ya había coronado a su propio hijo, Esteban Uroš V, como su heredero. Para empeorar las cosas, en el mismo año, Nicéforo II derrocó al gobernador serbio de Tesalia, Gregorio Preljub, ganó el apoyo de la población local y pronto aspiró a reclamar su trono ancestral en Epiro también. En 1356, Nicéforo entró en Epiro y obligó a Simeón a huir de Acarnania a Kastoriá, una de sus fortalezas en Macedonia.
A pesar de este revés, el propio Simeón se había proclamado zar «de los serbios y griegos» en Kastoriá en lugar de su joven sobrino, en el centro de Serbia. Simeón lanzó una campaña para apoderarse de la patria central de Serbia, pero la nobleza serbia, en un consejo celebrado en Skopie en 1357, resolvió apoyar a Esteban V Uroš, de acuerdo con la voluntad de Dušan. El éxito también se le escapó a Simeón en el campo: en el verano de 1358, avanzó sobre Zeta pero fue detenido en Escútari, donde su ejército de cinco mil hombres fue derrotado por la nobleza serbia. Simeón regresó a Kastoriá y nunca más intentó invadir la Serbia propiamente dicha.
Aunque a veces tenue, Simeón pudo expandir su control sobre gran parte del sur del Imperio serbio, convirtiéndose en gobernante de gran parte de Macedonia occidental. Después de la muerte de Nicéforo II en la batalla de Aqueloo en 1359 contra los clanes invasores albaneses, Simeón pudo restablecer rápidamente su soberanía sobre los diversos magnates de Tesalia y Epiro, y estableció su corte en Tríkala en Tesalia, donde imitó el ceremonial de la corte bizantina.
A más tardar en 1366 (o quizás ya en 1359 o 1360), Simeón proclamó a su hijo mayor Juan como cogobernante. Simeón murió en algún momento entre 1369 y 1371. Se desconoce la fecha de la muerte de Tomasa.